# Socorro (Surigao del Norte)
Socorro (Bayan ng Socorro) är en kommun i Filippinerna. Kommunen ligger på ön Mindanao, och tillhör provinsen Surigao del Norte. Folkmängden uppgår till 17 932 invånare.
Socorro är indelat i 14 barangayer.